# Aepypodius
Aepypodius is een geslacht van vogels uit de familie grootpoothoenders (Megapodiidae).

## Soorten
Het geslacht kent de volgende soorten:
- Aepypodius arfakianus – Kamboskalkoen
- Aepypodius bruijnii – Bruijns boskalkoen